# Gabriel Sara
Pour les articles homonymes, voir Sara.
Gabriel Davi Gomes Sara dit Gabriel Sara, né le 26 juin 1999 à Joinville au Brésil, est un footballeur brésilien qui évolue au poste de milieu offensif au Galatasaray SK.

## Biographie

### São Paulo FC
Né à Joinville au Brésil, Gabriel Sara est formé par le São Paulo FC. Il joue son premier match en professionnel lors d'une rencontre de championnat du Brésil le 3 décembre 2017, face à l'EC Bahia. Il entre en jeu à la place de Marcos Guilherme, et la partie se termine sur un match nul (1-1). En juin 2019, il est définitivement intégré au groupe de l'équipe première.
En janvier 2020 il se blesse, subissant une fracture du métatarse qui le tient éloigné des terrains plusieurs mois. De retour de blessure à l'été 2020, il joue davantage en équipe première, où son entraîneur Fernando Diniz lui fait confiance. Le 13 septembre 2020 il inscrit ses deux premiers buts dans le championnat brésilien, face au Santos FC (2-2). Le 18 septembre suivant, Gabriel Sara fait sa première apparition en Copa Libertadores face au CA River Plate. Il est titularisé et les deux équipes se neutralisent (2-2 score final).

### Norwich City
Le 15 juillet 2022, Gabriel Sara quitte le São Paulo FC pour s'engager en faveur de Norwich City,, qui évolue alors en deuxième division anglaise.
Sara joue son premier match pour Norwich le 6 août 2022, lors d'une rencontre de championnat face au Wigan Athletic. Il entre en jeu à la place de Max Aarons et les deux équipes se neutralisent (1-1 score final).

### Galatasaray SK
Le 4 août 2024, le club de Süper Lig du Galatasaray SK annonce le transfert du milieu de terrain brésilien pour une durée de 5 ans, 
devenant par la même occasion le transfert le plus élevé de l'histoire du club, avec une indemnité s'élevant à 18 millions d'euros. Sara fait ses débuts avec Galatasaray le 9 août suivant, lors de la victoire 2-1 face à Hatayspor à l'occasion de la première journée de championnat. Il est entré en jeu en remplacement de Kerem Demirbay. Le 14 septembre 2024, il inscrit son premier but pour le club lors du match face à Çaykur Rizespor, qui voit la victoire de Galatasaray sur le score de 5-0.

## Palmarès

### En club
Galatasaray SK
- Coupe de Turquie (1) :
  - Vainqueur en 2025[15]

### Distinctions personnelles
- Membre de l'équipe-type de Championship en 2024 (EFL)[16].